# Trichocentrum oestlundianum
Trichocentrum oestlundianum är en orkidéart som först beskrevs av Louis Otho Otto Williams, och fick sitt nu gällande namn av Mark W. Chase och Norris Hagan Williams. Trichocentrum oestlundianum ingår i släktet Trichocentrum och familjen orkidéer. Inga underarter finns listade i Catalogue of Life.